# Europese kampioenschappen beachvolleybal 2012
De Europese kampioenschappen beachvolleybal 2012 werden van 30 mei tot en met 3 juni gehouden op het strand van Scheveningen in de Nederlandse stad Den Haag. De wedstrijden werden gespeeld in een stadion dat plaats bood aan 3.000 toeschouwers.

## Opzet
Aan de kampioenschappen deden zowel bij de mannen als de vrouwen 32 tweetallen mee, dus 64 teams en 128 spelers in totaal. De 32 teams per toernooi waren in acht poules van vier verdeeld, waarvan de groepswinnaars direct naar de achtste finales gingen. De nummers twee en drie speelden in een tussenronde. Vanaf de tussenronde werd via een knock-outsysteem gespeeld. Het prijzengeld per toernooi bedroeg €100.000.

## Medailles

### Medaillewinnaars
| Onderdeel | Goud | Goud                            | Zilver | Zilver                               | Brons | Brons                            |
| --------- | ---- | ------------------------------- | ------ | ------------------------------------ | ----- | -------------------------------- |
| mannen    | GER  | Julius Brink Jonas Reckermann   | NED    | Emiel Boersma Daan Spijkers          | NOR   | Tarjei Skarlund Martin Spinnangr |
| vrouwen   | NED  | Sanne Keizer Marleen van Iersel | GRE    | Vassiliki Arvaniti Maria Tsiartsiani | ESP   | Liliana Fernández Elsa Baquerizo |

### Medaillespiegel
| Rang   | Land        | Goud | Zilver | Brons | Totaal |
| 1      | Nederland   | 1    | 1      | 0     | 2      |
| 2      | Duitsland   | 1    | 0      | 0     | 1      |
| 3      | Griekenland | 0    | 1      | 0     | 1      |
| 4      | Noorwegen   | 0    | 0      | 1     | 1      |
| 4      | Spanje      | 0    | 0      | 1     | 1      |
| Totaal | Totaal      | 2    | 2      | 2     | 6      |